# Mariedals glasbruk
Mariedals glasbruk vid Myhrkrog i Sibbo i Storfurstendömet Finland anlades år 1779 av kommerserådet Johan Sederholm från Helsingfors. Glasbruket var verksamt mellan 1779 och 1824. Bruket var det tredje äldsta glasbruket i nuvarande Finlands område.
I bruket tillverkades alla sorters fönsterglas och även vit glas och benglas. Mariedals glasbruk stängdes år 1824 när det inte fanns tillräckligt med ved i området för att värma brukets ugnar. Glasbrukets plats påträffades i Myras gårds område i början av 1980-talet. På sommaren 1986 företogs arkeologiska utgrävningar på området. Enligt arkeologer var bruksbyggnaden uppförd i trä och var cirka 30 meter lång.